# Zwartkruintsjagra
De zwartkruintsjagra (Tchagra senegalus) is een zangvogel uit de familie Malaconotidae (bosklauwieren).

## Kenmerken
De lichaamslengte bedraagt 21 tot 24 cm. Deze vogel heeft een grijs verenkleed met roodbruine vleugels. Het heeft een zwarte kruin en vanaf de snavel naar achteren een zwarte streep dwars over de ogen en een crèmekleurige wenkbrauwstreep daar boven. De staart is iets donkerder grijs dan het lichaam.

## Leefwijze
Zijn voedsel bestaat voornamelijk uit insecten en hun larven, die hij op de grond zoekt.

## Voortplanting
Het ondiepe komvormige nest is gebouwd in een struik, van dunne twijgen en wortels, gevoerd met fijne wortels. Deze vogel leeft solitair of in paren.

## Verspreiding en leefgebied
Deze soort komt voor in Noordwest-Afrika, verderop bezuiden de Sahara en ook in Zuid-Arabië en telt negen ondersoorten:
- T. s. cucullatus: van Marokko tot westelijk Libië.
- T. s. perciva1li: het zuidelijk Arabisch Schiereiland.
- T. s. remigialis: van centraal Tsjaad tot centraal Soedan.
- T. s. nothus: van Mali tot westelijk Tsjaad.
- T. s. senegalus: van zuidelijk Mauritanië tot Liberia en oostelijk tot de noordelijk Centraal-Afrikaanse Republiek.
- T. s. habessinicus: van zuidelijk Soedan tot Eritrea, Ethiopië en Somalië.
- T. s. armenus: van zuidelijk Kameroen tot zuidwestelijk Soedan en Oeganda, zuidelijk naar Angola, Zimbabwe en noordwestelijk Mozambique.
- T. s. orientalis: van zuidelijk Somalië tot oostelijk Zuid-Afrika.
- T. s. kalahari: van zuidelijk Angola tot zuidwestelijk Zambia en westelijk Zuid-Afrika.

Het leefgebied bestaat uit droog terrein met struikgewas, open savannes en aan de rand van landbouwgebieden.

## Status
De grootte van de wereldpopulatie is niet gekwantificeerd. De vogel is vrij algemeen in geschikt habitat en men veronderstelt dat de soort in aantal stabiel is. Om deze redenen staat de zwartkruintsjagra als niet bedreigd op de Rode Lijst van de IUCN.